# Doppelsubdominante
Als Doppelsubdominante bezeichnet man in der musikalischen Funktionstheorie in Analogie zur Doppeldominante einen der Subdominante einer Tonart vorangehenden Akkord, der in seiner Funktion als Wechselsubdominante (nach Hermann Grabner) oder als Zwischensubdominate (nach Hugo Riemann) als „Subdominante der Subdominante“ aufgefasst werden kann.

## Beschreibung
Nach den Prämissen der Funktionstheorie sind die unter anderem durch Quintbeziehungen ihrer Grundtöne und gemeinsame Töne aufeinander bezogenen Akkorde auf der vierten, ersten und fünften Tonleiterstufe die drei Hauptfunktionen einer Tonart. In C-Dur sind dies die Akkorde F-Dur (Subdominante), C-Dur (Tonika) und G-Dur (Dominante), wobei die Tonika das Zentrum der tonalen Beziehungen darstellt.
Erweitert man die Quintreihe nach oben (F-C-G-D) erhält man das Klangmaterial der „Dominante zur Dominante“ (Doppeldominante; in C: D-G), erweitert man sie nach unten (B♭-F-C-G) das Klangmaterial der „Subdominante zur Subdominante“ (Doppelsubdominante; in C: B♭-F). In beiden Fällen kommt es also zu einer Erweiterung des diatonischen Tonmaterials durch Einbeziehung von Klängen aus den im Quintenzirkel unmittelbar rechts bzw. links liegenden Tonarten.

### Funktionszeichen
Analog zur Darstellung der Doppeldominante durch die Zeichenfolge DD bzw. (D) für sonstige Zwischendominanten, verwendet man in der funktionstheoretischen Analyse für Doppel- bzw. Zwischensubdominanten die Zeichen SS bzw. (S).
Entsprechend kann die nachfolgend als Beispiel angeführte Schlussformel eines protestantischen Chorals mit der Akkordfolge A-Dur (Tonika), D-Dur (Subdominante), G-Dur (Doppelsubdominante), E-Dur mit 4-3-Vorhalt (Dominante) und A-Dur (Tonika) in der Funktionsanalyse als T-D-SS-S-D4-3-T dargestellt werden:

#### Ellipsen
Wenn sich die Doppelsubdominante durch Auslassung (Ellipse) der Subdominante direkt in die Tonika auflöst, wird die ausgelassene Subdominante in der Analyse eckig eingeklammert: SS-[S]-T.
Beispiel: A Hard Day’s Night (The Beatles): G Cadd9 | G | F | G (in G-Dur: T-S-T-SS-[S]-T)

## Verwendung
Obwohl die Anwendung von Kriterien der historisch jüngeren Funktionstheorie auf die Musik vorangehender Epochen ebenso problematisch ist, wie funktionstheoretische Analyse von Musikgenres, die sich dem Primat quintverwandter Akkordverbindungen entziehen (wie große Teile der Rock- und Popmusik), gibt es insbesondere bei Kompositionen, die sich in ihrer harmonischen Sprache der Übergangsphase von den modalen Kirchentonarten zur Dur-Moll-Tonalität zuordnen lassen, Akkordverbindungen mit als „zwischendominantisch“ bzw. „zwischensubdominantisch“ interpretierbaren Beziehungen.

### Musik der Renaissance und des Frühbarock
Akkordfolgen mit im Verständnis der Funktionstheorie subdominantischen Beziehungen treten zunächst in der noch modal geprägten älteren Musik auf, z. B. in Orlando di Lassos in G-Mixolydisch komponiertem Chanson Bonjour mon cœur (LV 167) aus der von Pierre Phalèse 1564 veröffentlichten Sammlung Quatriesme livre des chansons a 4 et 5 parties.
Die vierstimmig gesetzte Komposition beginnt mit der Akkordfolge G-Dur (Terzlage) / F-Dur (Quintlage) / C-Dur (Oktavlage) / G-Dur (Terzlage). Der F-Dur-Akkord verweist unmissverständlich auf G - Mixolydisch, ebenso charakteristisch ist der Plagalschluss von C-Dur nach G-Dur im dritten zum vierten Takt, während die authentischen Schlussklauseln im Verlauf und am Ende der Komposition die Hochalteration der siebten Stufe (zum Leitton fis) erfordern und sich dadurch bereits der Tonart G-Dur im Kontext der Dur-Moll-Tonalität annähern:
Betrachtet man die Komposition von Orlando di Lasso unter dem Blickwinkel einer bereits auf funktionalen Akkordbeziehungen beruhenden Dur-Moll-Tonalität, lassen sich die Akkorde der Anfangsphrase als Abfolge von T-SS-S-T interpretieren.

### Populäre Musik
Die „modale“ Färbung zahlreicher Akkordverbindungen in der Rock- und Popmusik wird häufig durch die Reihung subdominatischer Beziehungen erzielt, jedoch kann die funktionsharmonische Analyse nicht immer zu eindeutigen Ergebnissen kommen:
- Song for Guy (Elton John): C-G/B-B♭-F

Hier stößt eine funktionsharmonische Deutung an ihre Grenzen, da aufgrund der Inversion von Dominante und Subdominante die Annahme einer doppelsubdominantischen Beziehung (T-D3-SS-S) weniger schlüssig erscheint, als die Annahme, dass die subdominantische Beziehung zwischen B♭ und F auf einer realen Sequenzierung der plagalen S-T-Formel (C-G) um einen Ganzton abwärts beruht: (G-Dur:) S-T / (F-Dur:) S-T.